# Жуків (Золочівський район)
Жу́ків — село в Україні, у Золочівському районі Львівської області. Населення становить 443 особи. Орган місцевого самоврядування - Поморянська селищна рада.

## Географія
Село розташоване в південній частині району. Селом тече річка Гнила Липа.

## Історія

Давньоруський енколпіон із с. Жуків з написом "СТЕФАН".

Початки села губляться у сірій давнині. Про його існування у давньоруські часи свідчить знайдений на території цвинтаря енкольпіон, а також перша згадка Жукова під 1340 роком - як вже існуючого села. Пізніше було у володіннях Владислава князя Опольського і Руського. Король Ягайло на прохання тодішнього власника села Івана Лабати, надав йому магдебурзьке право. 1890 році власник Гологір числився господарем фільварокку у Жукові.
Також була однокласна школа, громадська позичкова каса, броварня і ґуральня.
В березні 1940 року була утворена Жуківська сільська рада. Першим головою сільської ради був обраний Павло Григорович Леськів. У березні цього ж року було засновано колгосп, якому було дано назву «17 вересня». У 1941 році сільська рада припинила свою діяльність через окупацію Поморянського району німецько — нацистськими загарбниками.
Кривавий смерч найжорстокішої війни поглинув мільйони людських життів і перетворив у руїни наші міста і села. Жодну родину не обминув гіркий біль горя і втрат. На фронт другої світової війни із сіл сільської ради пішло 44 солдата, 27 із них загинуло. Це були чоловіки у розквіті сил, які залишили в дома матерів, батьків, молодих дружин та дітей, багато з них і не запам'ятали своїх батьків.
У ці роки в селі Жуків громадським діячем — проповідником був український галицький священник Іван Малиновський. В хаті о. Івана була гарна бібліотека, що нею він гордився, були теж українські газети зі щоденником «Діло» на видному місці. До о. пароха заходили селяни, щоб побачитися з ним. Для них о. Іван завжди мав час і добре слово поради. Він змагався з недугою п'янства на селі, пізніше допомагав організовувати читальні «Просвіта», споживчі чи сільськогосподарські кооперативи, кредитівки тощо. Діти священника: хлопці і дівчата працювали серед молоді села. Вони їх вчили рідної історії, помагали організовувати хор, підготовляли концерти чи вистави.
У 1967 році відкрито нову школу, у якій навчалося 104 учні (досі навчання проводилось у приміщенні старого проборства). У 60–их роках в селі було збудовано будинок культури із залом на 350 місць. Діяла бібліотека з книжковим фондом 8,4 тис. екземплярів.
У цій церкві є три біблії Гебранська, Старослов'янська і Українська. Біля церкви стоїть дзвіниця. Колись за Радянського Союзу не можна було ходити до церкви і більшовики усе знищували. Селяни ховали по домівках ікони, статуетки, а дзвони від німці закопали у землю. Після війни два дзвона знайшли і вони висять і своїм мелодійним дзвоном закликають людей до Божого храму. А ще два дзвони так і не знайшли, один великий який називався Йоан і маленький Сигнатурка.
У 1924 році у центрі села була побудована капличка у якій стоїть фігура Івана Хрестителя. У часи атеїзму із каплички викрали фігуру і кинули в річку, але фігуру знайшли і поставили на місце. За ініціативою місцевого жителя Олександра Щерби, жителі села вирішили від реставрувати капличку. І на різдво Івана Хрестителя, 7 липня 1991 р. у селі було посвячено відреставровану капличку.
Також у селі є криниця в якій святять воду люди уже дуже багато років. Старші люди пригадують, що вони святили воду ще при Польщі, але розказують що ще швидше там святилася вода, потім при Радянському Союзі воду святили в церкві, тому що влада забороняла, і уже за незалежну Україну знову почали святили воду в криниці. Також люди розказують, що уже за незалежну Україну коли святили воду і прозвучали слава « Нехай зійде дух святий» і в цей час випускали голубів які пролітали над головами селян. У людей від радості захоплювало подих.
14 жовтня 1992 року у селі Жуків було відновлено могилу Січових Стрільців, де було встановлено хрест. А 24 вересня 2000 року біля церкви на честь 2000 річчя Різдва Хрестового було встановлено пам'ятний знак.
Також велику участь у розвитку національного відродження брав Михайло Кутний, який народився і виріс в Жукові. Він писав вірші, пісні, які виконувалися на концертах у Народному домі, школі. М. Кутний написав цілий ряд і церковних пісень, які виконує церковний хор. Свою любов до рідного села Михайло оспівав у піснях про Жуків. В одній з них він пише:
| Поміж крислатих ясенів, Пульсує рідний мій Жків, Жукове мій, красо моя Тебе всім серцем люблю я. |
На даний час жителі села оновлюють дзвіницю і криницю кошти виділила церква . Ініціатором цього був Микола Петрович Журав який безпосередньо і бере в цьому участь, також йому допомагають мешканці села це Лесько Михайло, Кутний Петро Прокопович, Бедрій Петро і священник Довгий Михаїл.
Селяни пам'ятають історію свого села і дбають про те щоб історичні місця залишилися для нащадків.

## Релігія
Церква св. влмч. Микити, належить до ПЦУ Настоятель: прот. Михайло Довгий. Вона знаходиться на горбочку, має понад 42 метра висоти і збудована з каменя. Біля церкви похований священник із дружиною і дочкою. Цей священник Іван Малиновський побудував цю церкву і також церкву у селі Кропивна.

## Відомі люди
- Малиновський Олександр (священник) (1889—1957) — священник, церковний і громадський діяч, член УГВР.
- Олег Погончук (1994—2015) — солдат Збройних сил України. Учасник війни на сході України.